# GetRight
GetRight – menedżer pobierania plików stworzony przez Michaela Burforda.

## Główne funkcje programu
- Możliwość wznawiania transferu,
- Możliwość pobierania z wielu źródeł,
- Integracja z przeglądarkami Internet Explorer, Mozilla Firefox, Opera, Mozilla i Netscape,
- Historia pobieranych plików (z zapamiętaniem wszystkich źródeł),
- Kolejka pobierania,
- Wybieranie najlepszych źródeł na podstawie pingu,
- Monitorowanie schowka,
- Obsługa linków BitTorrent,
- Wsparcie dla MD5 i SHA-1,
- Obsługa formatu Metalink.